# Andrea Trinchieri
Andrea Trinchieri, né le 6 août 1968, à Milan, en Italie, est un entraîneur italien de basket-ball.

## Carrière
Trinchieri commence sa carrière d'entraîneur comme adjoint à l'Olimpia Milan entre 1998 et 2004. Il travaille sous les ordres des entraîneurs Marco Crespi, Valerio Bianchini et Attilio Caja. En 2004, il obtient une place d'entraîneur au Vanoli Soresina. Trinchieri y entraîne 3 ans avant de partir à Juvecaserta, puis à Prima Veroli avant d'arriver au Pallacanestro Cantu, un grand club italien, en 2009. Il y reste 4 saisons et remporte la supercoupe d'Italie de basket-ball en 2012 et atteint à deux reprises la coupe d'Italie de basket-ball en 2011 et 2012, battu à chaque fois par le Montepaschi Siena de Simone Pianigiani. Trinchieri est nommé entraîneur de l'année en Italie lors des saisons 2009-2010 et 2010-2011.
Trichieri rejoint l'UNICS Kazan en 2013 et pour sa première saison, il est élu meilleur entraîneur de l'EuroCoupe 2013-2014. À l'UNICS il établit une défense très efficace.
En juin 2014, il devient entraîneur de Brose Baskets, club de première division allemande.
En février 2018, Trinchieri quitte le Brose Baskets.
Fin octobre 2018, Trinchieri rejoint le KK Partizan Belgrade, club serbe qui joue la Ligue adriatique et l'EuroCoupe de basket-ball 2018-2019. Il remplace Nenad Čanak et devient ainsi le premier entraîneur étranger de l’histoire du club.
Trinchieri quitte le Partizan Belgrade en juin 2020 pour rejoindre le Bayern Munich. En juin 2021, Trinchieri et le Bayern prolongent le contrat qui les lie jusqu'à la fin de la saison 2022-2023.
Le 30 décembre 2023, il remplace Kazys Maksvytis (en) au poste d'entraîneur principal du Žalgiris Kaunas.

## Palmarès
- Vainqueur de la supercoupe d'Italie 2012
- Champion d'Allemagne 2015, 2016 et 2017
- Vainqueur de la Coupe d'Allemagne 2017
- Vainqueur de la Coupe d'Allemagne 2021, 2023 avec Bayern Munich